# Israël op de Olympische Zomerspelen 1968
Israël nam deel aan de Olympische Zomerspelen 1968 in Mexico-Stad, Mexico. Voor de vijfde keer op rij won het geen enkele medaille.

## Deelnemers en resultaten
(m) = mannen, (v) = vrouwen 

### Atletiek
| Olympiër     | Onderdeel             | Resultaat | Prestatie              |
| ------------ | --------------------- | --------- | ---------------------- |
| Shaul Ladany | 50km snelwandelen (m) | 24e       | 5:01.6                 |
|              |                       |           |                        |
| Hana Shezifi | 400m (v)              | 25e       | serie 3: 7de in 56,3   |
| Hana Shezifi | 800m (v)              | 20e       | serie 2: 6de in 2.09,2 |

### Schietsport
| Olympiër         | Onderdeel              | Resultaat | Prestatie                        |
| ---------------- | ---------------------- | --------- | -------------------------------- |
| Henry Herscovici | 50m geweer 3 houdingen | 41e       | 1124 punten: (393-380-351)       |
| Zelig Shtroh     | 50m geweer 3 houdingen | 51e       | 1095 punten: (388-372-335)       |
| Henry Herscovici | 50m geweer liggend     | 45e       | 588 punten: (99-96-99-97-98-99)  |
| Nehemia Sirkis   | 50m geweer liggend     | 28e       | 591 punten: (99-96-98-99-99-100) |
| Michael Marton   | 50m pistool            | 47e       | 530 punten: (90-83-90-89-90-88)  |

### Voetbal
| Olympiër | Onderdeel | Resultaat | Prestatie |
| --- | --------- | --------- | --- |
| Feiwel Bar Menachem Bello Zvi Rosen Yisha'ayahu Schwager Shmuel Rosenthal Rachamim Talbi Giora Spiegel Yehoshua Feigenbaum Mordechai Spiegler George Borba Shmuel Malika-Aharon Haim Levin Giora Spiegel Yisha'ayahu Schwager Mordechai Spiegler Robby Young Itzhak Druker | mannen    | 5e        | groep C: 2de W van Ghana: 5-3 W van El Salvador: 3-1 V van Hongarije: 0-2 kwartfinale: V van Bulgarije: 1-1 (loting) |

| Groep C |             |             |             |             |             |            |            |            |        |
| #       | Land        | Wedstrijden | Wedstrijden | Wedstrijden | Wedstrijden | Doelpunten | Doelpunten | Doelpunten | Punten |
| #       | Land        | G           | W           | G           | V           | V          | T          | Saldo      | Punten |
| 1       | Hongarije   | 3           | 2           | 1           | 0           | 8          | 2          | +4         | 5      |
| 2       | IJsland     | 3           | 2           | 0           | 1           | 8          | 6          | +2         | 4      |
| 3       | Ghana       | 3           | 0           | 2           | 1           | 6          | 8          | -1         | 2      |
| 4       | El Salvador | 3           | 0           | 1           | 2           | 2          | 8          | –5         | 1      |

| Ronde       | Datum       | Plaats    | Land | Score       | Land |
| ----------- | ----------- | --------- | ---- | ----------- | ---- |
| Groepsfase  |             |           |      |             |      |
| 13 oktober  | Léon        | Israël    | 5-3  | Ghana       |      |
| 15 oktober  | Léon        | Israël    | 3-1  | El Salvador |      |
| 17 oktober  | Guadalajara | Hongarije | 2-0  | Israël      |      |
| Kwartfinale |             |           |      |             |      |
| 20 oktober  | Léon        | Bulgarije | 1-1  | Israël      |      |

### Zwemmen
| Olympiër        | Onderdeel            | Resultaat | Prestatie                                        |
| --------------- | -------------------- | --------- | ------------------------------------------------ |
| Amnon Krauz     | 100m vrije slag (m)  | 42e       | serie 9: 5de in 57,2                             |
| Amnon Krauz     | 200m vrije slag (m)  | 41e       | serie 2: 5de in 2.05,3                           |
| Yohan Kende     | 100m schoolslag (m)  | 20e       | serie 5: 6de in 1.12,3                           |
| Yohan Kende     | 200m schoolslag (m)  | 31e       | serie 4: 8ste in 2.44,3                          |
| Gershon Shefa   | 200m schoolslag (m)  | 28e       | serie 2: 7de in 2.42,3                           |
| Avraham Melamed | 100m vlinderslag (m) | 11e       | serie 3: 3de in 59,4 halve finale 1: 4de in 59,6 |
| Avraham Melamed | 200m vlinderslag (m) | 15e       | serie 1: 2de in 2.15,4                           |
| Gershon Shefa   | 200m wisselslag (m)  | 32e       | serie 6: 5de in 2.26,6                           |
| Gershon Shefa   | 40m wisselslag (m)   | 30e       | serie 3: 7de in 5.22,6                           |
|                 |                      |           |                                                  |
| Shlomit Nir     | 100m schoolslag (v)  | 19e       | serie 2: 3de in 1.20,9                           |
| Shlomit Nir     | 200m schoolslag (v)  | 23e       | serie 3: 5de in 2.58,5                           |
| Yvonne Tobis    | 100m vlinderslag (v) | 19e       | serie 3: 3de in 1.12,0                           |
| Yvonne Tobis    | 200m wisselslag (v)  | 20e       | serie 1: 4de in 2.41,0                           |
| Yvonne Tobis    | 400m wisselslag (v)  | 21e       | serie 4: 6de in 5.53,8                           |

Afghanistan · Algerije · Amerikaanse Maagdeneilanden · Argentinië · Australië · Bahama's · Barbados · België · Bermuda · Birma · Bolivia · Bondsrepubliek Duitsland · Brazilië · Brits-Honduras · Bulgarije · Canada · Centraal-Afrikaanse Republiek · Ceylon · Chili · Colombia · Congo-Kinshasa · Costa Rica · Cuba · Denemarken · Dominicaanse Republiek · Duitse Democratische Republiek · Ecuador · El Salvador · Ethiopië · Fiji · Filipijnen · Finland · Frankrijk · Ghana · Griekenland · Groot-Brittannië · Guatemala · Guinee · Guyana · Honduras · Hongarije · Hongkong · Ierland · IJsland · India · Indonesië · Irak · Iran · Israël · Italië · Ivoorkust · Jamaica · Japan · Joegoslavië · Kameroen · Kenia · Koeweit · Libanon · Libië · Liechtenstein · Luxemburg · Madagaskar · Maleisië · Mali · Malta · Marokko · Mexico · Monaco · Mongolië · Nederland · Nederlandse Antillen · Nicaragua · Nieuw-Zeeland · Niger · Nigeria · Noorwegen · Oeganda · Oostenrijk · Pakistan · Panama · Paraguay · Peru · Polen · Portugal · Puerto Rico · Roemenië · San Marino · Senegal · Sierra Leone · Singapore · Soedan · Sovjet-Unie · Spanje · Suriname · Syrië · Taiwan · Tanzania · Thailand · Trinidad en Tobago · Tunesië · Turkije · Tsjaad · Tsjecho-Slowakije · Uruguay · Venezuela · Verenigde Arabische Republiek · Verenigde Staten · Vietnam · Zambia · Zuid-Korea · Zweden · Zwitserland